# Тереса Берганса
Тереса Берґанса (ісп. María Teresa Berganza Vargas; 16 березня 1935, Мадрид, Іспанія — 13 травня 2022) — іспанська оперна співачка (меццо-сопрано).
Співу навчалася в Мадридській консерваторії у Лоли Родрігес Арагон, учениці Елізабет Шуман. Дебютувала у 1955 році на концерті в Мадриді; два роки по тому вперше виступила на оперній сцені в Екс-ан-Провансі в партії Дорабелли (опера «Так чинять усі» Вольфганга Амадея Моцарта).
Після успішних виступів на оперних фестивалях у Глайндборні та Единбурзі її запрошували до найбільших світових оперних театрів. У 1960 році Тереса Берґанса виконала в королівському театрі «Ковент-Гарден» партію Розіни в «Севільському цирульнику» Джоаккіно Россіні, що стала згодом однією з коронних в її репертуарі.